# Parchment (Michigan)
Parchment est une ville du comté de Kalamazoo, dans l'État du Michigan, aux États-Unis. En 2020, sa population était de 1 926 habitants.